# SsangYong Istana
SsangYong Istana (кор. 쌍용 이스타나) — автомобіль для комерційних перевезень, що випускався корейської автомобільної компанією SsangYong з 1995 по 2003 рік. 
Цей автомобіль був розроблений спільно з Mercedes-Benz і має ліцензійні двигуни цього виробника. 

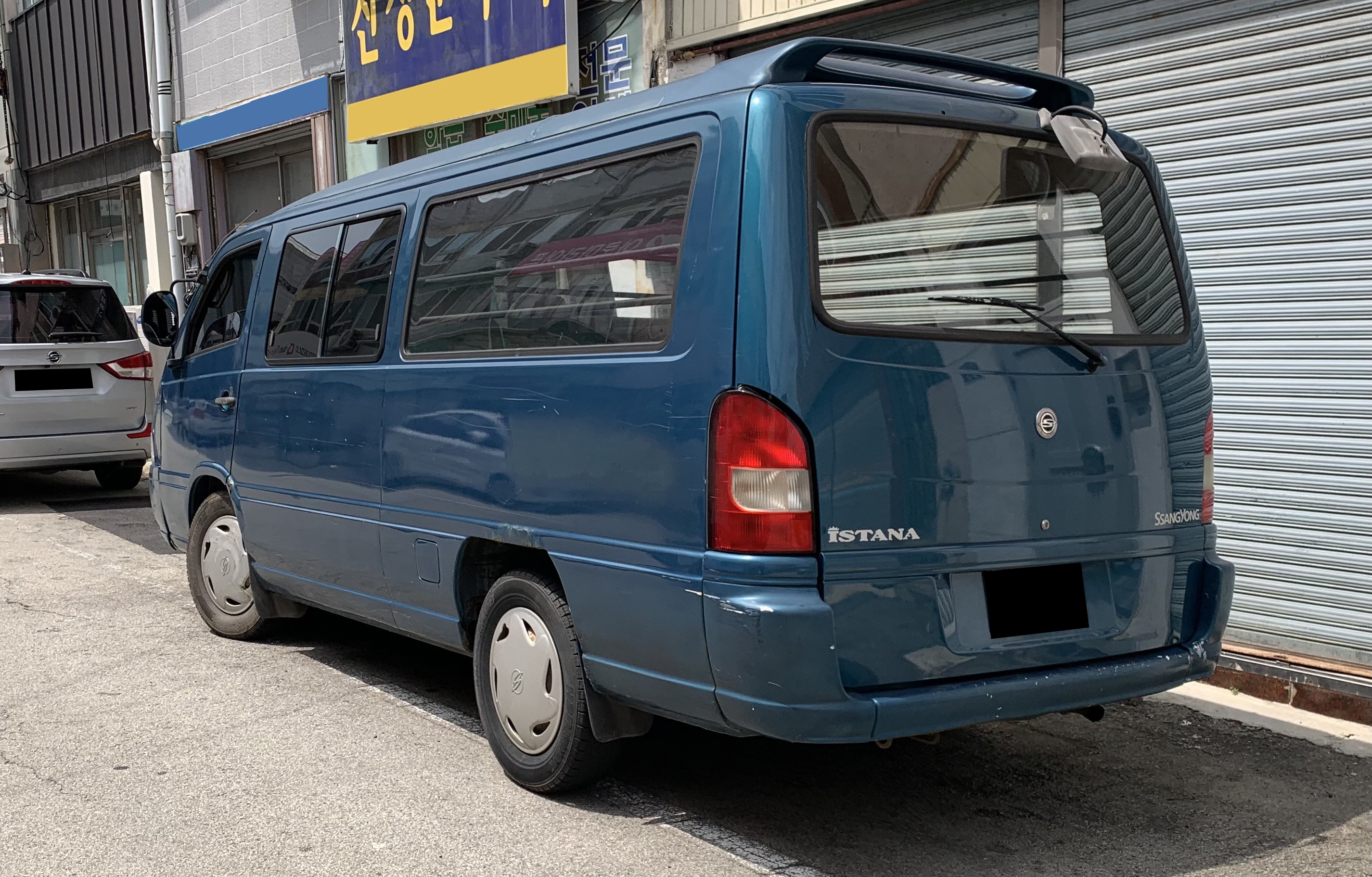

Призначався в першу чергу для внутрішнього ринку Кореї, автомобілі для експорту продавалися за ліцензією під маркою Mercedes-Benz MB100/MB140 і MB100D/MB140D з бензиновими і дизельними двигунами відповідно, існують також варіанти з правим кермом. 
В деяких країнах автомобіль продавався під маркою Daewoo Istana. 
Автомобіль оснащався 2,3 і 2,9-літровими дизельними двигунами і 2,2-літровим бензиновим двигуном.
Вироблявся на заводі у Чханвоні.

## Двигуни
Бензиновий
- 2,3 л E23 (M161.973) І4 204 к.с.

Дизельні
- 2,3 л OM661.911 І4
- 2,9 л OM662.911 І5 133 к.с.

## Відповідність позначення модифікацій
| Mercedes-Benz      | SsangYong                                  |
| ------------------ | ------------------------------------------ |
| Mercedes-Benz 100  | SsangYoung Istana Prime (E23)              |
| Mercedes-Benz 100D | SsangYoung Istana Prime (OM661/662)        |
| Mercedes-Benz 140  | SsangYoung Istana Super Prime/Omni (E23)   |
| Mercedes-Benz 140D | SsangYoung Istana Super Prime/Omni (OM662) |